# 四天王プロレス
四天王プロレス（してんのうプロレス）は、1990年代に日本のプロレス団体全日本プロレスに所属するプロレス四天王と呼ばれたプロレスラーの三沢光晴・川田利明・田上明・小橋健太が中心となって行った試合スタイル。
リングアウトや反則などプロレスが持つ不透明な要素を排除してピンフォールによる決着のみを目指し、相手を立ち上がれない状態に追い込むために脳天から垂直に落下させる技や高角度でリングから場外に落とす技を多く繰り出した。四天王プロレスは全日本プロレスが興行の目玉であった鶴龍対決を失った状況下で成立し、プロレスファンからの熱狂的な支持を集めた。その影響はプロレス界全体に及び、多くの団体が試合において危険な技を応酬させるようになったともいわれ功罪がある。

## 誕生とその経緯
四天王プロレスと呼ばれる試合スタイルが初めて行われたのは、1993年7月29日に日本武道館で三沢光晴と川田利明が対戦した全日本プロレス三冠ヘビー級王座タイトルマッチであったといわれる。この試合で三沢は、川田を立て続けに4回スープレックスで投げてからピンフォールによる勝利を収めた。
当時の全日本プロレスでは天龍源一郎が退団し、さらにジャンボ鶴田が内臓疾患により第一線を退いたことにより、三沢が実質的なエースとなっていた。全日本プロレスでレフェリーを務めた和田京平によると、この時期に社長のジャイアント馬場はプロレスの理想像を追求し、三沢に川田、小橋健太、田上明を加えた超世代軍と呼ばれる若手レスラーに、自らの理想とする試合形式、すなわち凶器攻撃、流血、リングアウト・反則・ギブアップによる決着のない、ピンフォールによってのみ決着するスタイルをとるよう要求した。その結果、三沢らは3カウントが入る寸前でフォールを返しながら頭部から相手を落とす大技を繰り出し続け、相手を「もう立てない」という状態に追い込んでピンフォール勝ちを収めるという筋立てで試合を行うことを余儀なくされた。1993年に川田が超世代軍を離脱すると三沢たちはプロレス四天王（後に秋山準が加わり「五強」）と呼ばれるようになった。プロレス四天王が行う「限界を超えるような技の攻防戦」は四天王プロレスとして認知され、プロレスファンから熱狂的な支持を集めた。
週刊ゴング元編集長の小佐野景浩は、ジャイアント馬場によってリングアウトや反則による決着ばかりでなく舌戦によって注目を集めることも禁止されたため、試合のレベルを高めていかざるを得なかったのだと指摘している。プロレスラーの渕正信は、「鶴龍対決を超える」という目標を達成するためには四天王プロレスのようなスタイルをとるしかなかったと述べている。プロレスラーの垣原賢人は、トップの人数が少なくライバル団体の新日本プロレスに比べ話題性に乏しい全日本プロレスにとって、試合内容を高めることが唯一の対抗手段であったと述べている。相手を頭部から落とす大技はリング上だけでなく、エプロンから場外めがけて放たれることもあった。

## 進化と波及
1990年2月から全日本プロレスに参戦し、パートナーのテリー・ゴディと共にタッグ屋のイメージが強かったスティーブ・ウィリアムスが、1993年夏、ゴディの疾患による長期欠場をきっかけにシングル・三冠戦線に参入。それまでフィニッシャーとしていたオクラホマ・スタンピードに代わり「デンジャラス・バックドロップ（殺人バックドロップ）」と呼ばれる相手を後頭部から急な角度で落とすバックドロップをフィニッシャーとして使い始めると、三沢らはそれに対応する形で受け身の技術を進化させ、四天王プロレスで用いられる技はますます高度なものとなっていった。四天王プロレスは他のプロレス団体にも影響を及ぼし、プロレス界全体で技の過激化が進んだ。小佐野景浩によると、プロレスラーはこのようなスタイルのプロレスが肉体に与えるダメージを認識しながらも、「そこまでやらなければお客さんが納得しない」という理由で過激化の流れを止めることができなかった。四天王プロレス以降、それまで地味な技しか行われなかった前座の試合でも大技がみられるようになった。こうした現象について、「四天王プロレスの誕生によって"大技の連発、頭から落とすプロレスが主流になってしまった"」と批判する者もいる。これについてザ・グレート・カブキは、「受け身を完全に自分のものにした上で、お互いに相手の攻めと受け身の技術を信頼しているからこそ成り立った」四天王プロレスと、四天王プロレスより後の、相手の受け身の技術を考慮に入れない「自分がカッコよく思われればいいなあ」という自己満足からくる危険なプロレスとは全く違うと述べている。渕正信も、四天王プロレスとは互いの技術に対する信頼感と「不透明な試合は絶対にやらない」というファンからの信頼を基底とする、「一つの技を大切にして、観客の喜びとか昂揚感とか様々な感情を呼び起こすプロレス」であって、四天王プロレスを構成する要素の一つに過ぎない「頭から落とす大技」の一言で片づけられるのは心外だと述べている。

## 終焉
1990年代半ば頃になると三沢たちプロレス四天王にも次第にダメージが蓄積し、「こんな試合をやっていたらいつ体が駄目になるかわからない」と口にするようになった。力任せに相手を投げる外国人レスラーとの試合は特に厳しいものであったが、シリーズあたりのプロレス四天王のギャランティーは外国人レスラーよりも低く、三沢らは報酬が不当に低いのではないかという不満を覚えるようになった。全日本所属のプロレスラーの間にはジャイアント馬場の夫人である馬場元子に対する不満もくすぶっており、やがて所属プロレスラーの大量離脱と三沢によるプロレスリング・ノア旗揚げへと繋がった。1990年代後半に三沢が全日本プロレスにおける試合の運営を取り仕切るようになるとピンフォールによってのみ決着するスタイルは崩れ、リングアウトやギブアップで決着する試合が出るようになった。さらに三沢はジャイアント馬場が禁じた、舌戦などリング外での話題作りも容認した。小佐野景浩は、四天王プロレスを終わらせたのは三沢であり、その動機には「俺がやるわけじゃないから」と言って過酷なプロレスをするよう仕向けたジャイアント馬場や馬場元子に対する意地があったと指摘している。

## ノア旗揚げ後
2000年6月13日、三沢は50余名の選手・社員と共に全日本プロレスを退団。プロレスリング・ノアを旗揚げした。この大量離脱に川田利明は従わなかったが、ノア旗揚げ後も三沢、田上、小橋、秋山らを中心として、GHCヘビー級王座をめぐり四天王プロレスと全く変わりない過激なレスリングを展開した。かつて四天王プロレスにおいてチャンピオンカーニバルが選手に大きな負担を与えたため、ヘビー級のシングルリーグ戦は開催しない方針を定めるなど、全日本プロレス時代に比べ頻度は減少したものの、コーナートップから場外へ落とすなど、試合はさらに過激化を遂げた。ノア旗揚げの時点で三沢、小橋はそれぞれ首や膝に深刻な障害を抱えており、小橋は治療のため長期欠場を繰り返している。一方の三沢は社長業の傍ら選手業も一切休むことはなかったが、首に関節ねずみを発症するなど、日常生活に支障をきたすまでであったとされる。

## 三沢光晴の死
2009年6月13日、三沢は試合でバックドロップを受けた際に頸髄離断を発症して死亡した。

小佐野景浩や日本の複数のプロレス団体でリングドクターを務める林督元によると、技自体は危険なものではなく受け身もとれており、三沢の死は事故であったが、プロレス関係者やファンの中からは過激な試合を繰り返したことで蓄積したダメージによって引き起こされたものであり、「頭から落とす四天王プロレスの帰着点」であると捉える者が少なからず現れた。

また、元プロレスラーの前田日明は上記の三沢の死を受けて「危険な技の応酬を年間百試合以上繰り返す内に、選手もレフェリーも技に対する危機意識が薄れてしまった」「プロレスにおけるストーリー的要素（アングル・ギミック）を構築出来る選手が少なくなり、観客を満足させるために危険な技を繰り出すしか無い」といった現代のプロレスが抱える問題点を指摘し、「これから（三沢の事故死以降）も同じような事故は起こりうる」と警鐘を鳴らしている。